# Evangelische Kirche Agoritschach

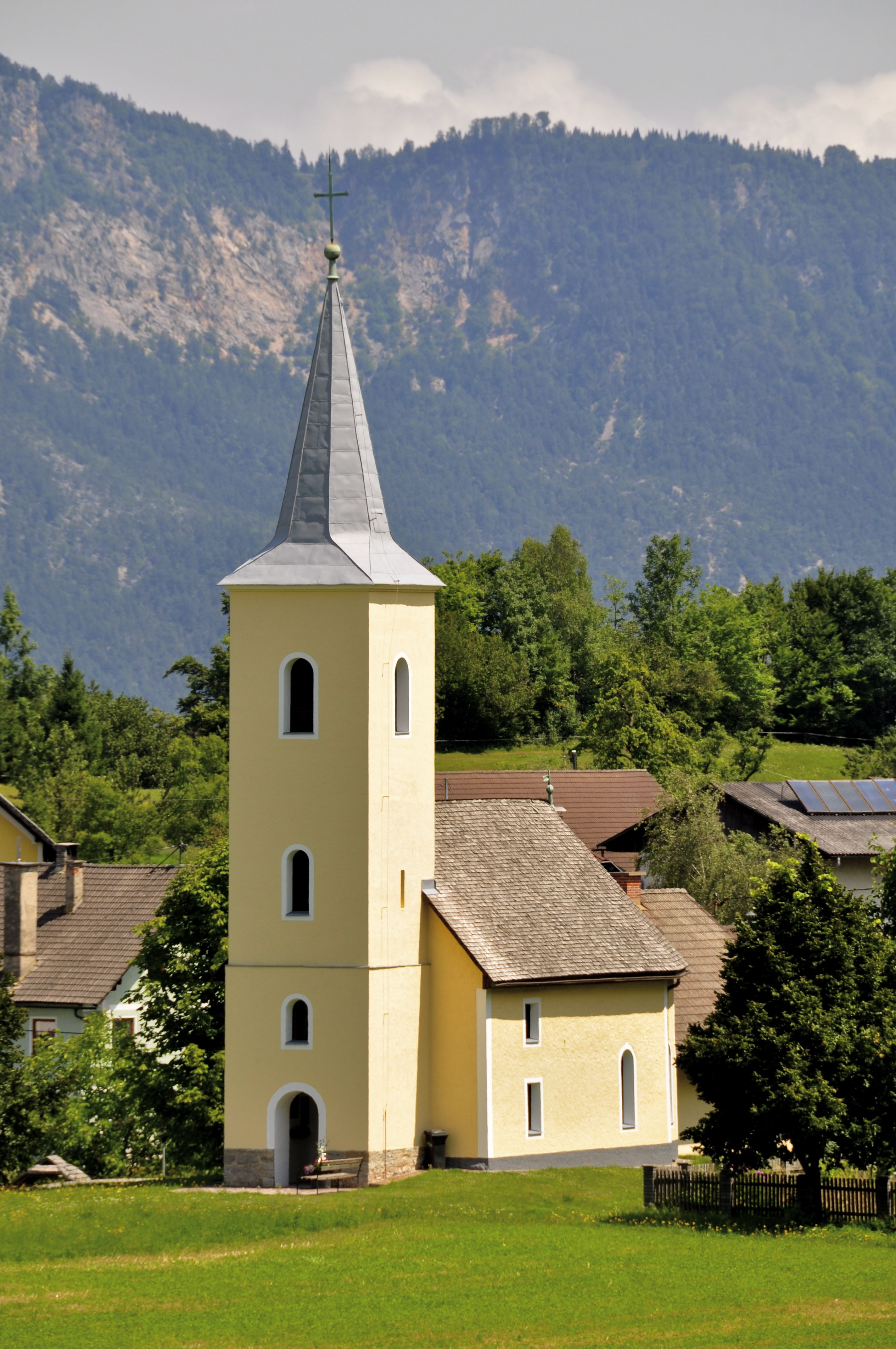
Evangelische Kirche Agoritschach

Die Evangelische Kirche Agoritschach ist die evangelische Kirche im Ort Agoritschach in der Marktgemeinde Arnoldstein in Kärnten. Ursprünglich eine Pfarrkirche, ist sie heute die Filialkirche von Arnoldstein. Die Kirche steht unter Denkmalschutz (Listeneintrag).
Das schlichte Toleranzbethaus wurde 1785 geweiht. Der Turm stammt von 1899. Sein Erdgeschoß dient als Eingangshalle.